# Alexandru Ioniță
Alexandru Ioniță (ur. 5 sierpnia 1989 w Bukareszcie) – rumuński piłkarz występujący na pozycji napastnika. 

## Kariera sportowa
Ioniță jest wychowankiem klubu Viscofil Bukareszt. W 2005 roku trafił do Rocaru Bukareszt. W sezonie 2006/2007 grał w rezerwach Rapidu Bukareszt. W 2007 roku powrócił do swojego dawnego klubu, Rocaru, na zasadzie wypożyczenia. Rok później wrócił do Rapidu. W 2010 roku podpisał kontrakt z niemieckim klubem FC Köln. W Bundeslidze zadebiutował 28 sierpnia 2010 roku w meczu z Werderem Brema (2:4).
Od 2009 roku zadebiutował w reprezentacji Rumunii U-21.